# Sylvia Young
Sylvia Young OIB (nascida Sylvia Bakal; Londres, 18 de setembro de 1939 – 30 de julho de 2025) foi a fundadora e diretora da Escola de Teatro Sylvia Young, em Londres, Inglaterra.

## Escola de Teatro Sylvia Young
Young fundou a sua escola do teatro em 1981, em Drury Lane, em Londres, antes de mudar suas instalações para seu local atual, Marylebone, em 1983. A escola é co-educacional e fornece uma combinação de aulas acadêmicas e profissionais para crianças de 10 a 16 anos. O currículo acadêmico abrange os componentes do GCSE, enquanto o currículo profissional ensina atuação, dança e música. Muitos alunos da escola se tornaram bem sucedidos no mundo das artes performativas, incluindo Amy Winehouse, Denise Van Outen, Billie Piper, a ex-Spice Girl Emma Bunton, Alex Pettyfer (o astro de Eu Sou o Número Quatro), Kara Tointon (interpretou Dawn Swann em EastEnders), Lacey Turner (interpretou Stacey Stater em EastEnders), Chenelle Olaiya, Tom Fletcher (membro da banda McFly), Matt Willis (baixista da banda Busted), Vanessa White (membro de The Saturdays) e Nathan Sykes (membro da banda The Wanted). O filme High School Musical 3 apresenta uma aluna da escola, Jemma McKenzie-Brown.

## Família
Young casou com Norman Ruffell em Hackney, Londres, em 1961, e tem duas filhas, as atrizes Francisca Ruffelle e Alison Ruffelle. A cantora pop Eliza Doolittle é neta de Young.

## Estilo e honras
Ela foi o tema do programa de TV britânico This is Your Life, em dezembro de 1998, quando foi surpreendida por Michael Aspel na Escola de Teatro Sylvia Young.
Young foi nomeada Oficial da Ordem do Império Britânico (OIB) na lista do Aniversário de Honras da Rainha, em 2005, pelos seus serviços às artes.

## Morte
Young morreu em 30 de julho de 2025, aos 85 anos.